# Ciro Kroon
Ciro Domenico Kroon (31 janvier 1916 – 9 juin 2001) est un homme d'affaires et homme politique de Curaçao. Il est ministre des Affaires sociales et économiques des Antilles néerlandaises de 1957 à 1968, puis Premier ministre des Antilles néerlandaises de 1968 à 1969. Les émeutes de 1969 à Curaçao provoquèrent la chute de son gouvernement.

## Biographie
Ciro Domenico Kroon nait le 31 janvier 1916 à Curaçao. Après avoir étudié au Collège Saint-Thomas de Curaçao, il commence une carrière dans le commerce.
En 1942, il entre au service du gouvernement au département des affaires sociales et économiques et occupe le poste d'administrateur. En 1944, il est l'un des fondateurs du Parti démocratique. Il est élu aux États des Antilles néerlandaises aux élections de 1949 (en), puis de 1950 (en) . De 1951 à 1957, il est adjoint aux affaires sociales et économique et assure à plusieurs reprises l'intérim du Gouverneur des Antilles néerlandaises. Il est ministre des Affaires économiques et sociales dans le gouvernement d'Efraïn Jonckheer entre 1957 et 1968. 
Fin janvier 1968, Jonckheer démissionne et nomme Koon comme son successeur au poste de Premier ministre des Antilles néerlandaises. Le 14 février, alors qu'il vient de prendre ses fonctions de Premier Ministre, il accompagne son prédécesseur, Efraïn Jonckheer, à l'aéroport international de Curaçao et est victime d'un accident de voiture qu'il l'oblige à être hospitalisé quelques jours. Il démissionne le 5 juin 1969 après les Émeutes à Curaçao qui se sont soldées par deux morts. Il est remplacé à la tête du gouvernement par Gérald Sprockel qui assure l'intérim avant les élections législatives du 5 septembre. Il est réélu à ces élections où il conduit la liste du DP, mais quitte ce parti en 1970 pour fonder, avec d'autres dissidents, le Movimento pa adelanto Social Antiyano (Mouvement pour l'avancement du Socialisme, MASA). Lors des élections au Conseil insulaires de 1971 (en), il mène la liste du MASA qui remporte trois sièges sur treize. Cependant, le MASA échoue à faire élire des représentants aux États des Antilles néerlandaises lors des élections de 1973. Le 20 décembre 1973, il devient Ministre de l'Économie, du Sport et de la Culture au sein du gouvernement de Juancho Evertsz. Après la fin du gouvernement Evertsz, il abandonne la vie politique pour devenir le président de la filiale curacéenne de la Banque Mercantil (en). En 1985, à la surprise générale, il est nommé par le gouverneur René Römer comme Formateur des négociations qui permirent la constitution du second gouvernement de Don Martina.

Ciro Kroon est Chevalier de l'Ordre du Lion néerlandais, Commandeur de l'Ordre d'Orange-Nassau, il est aussi titulaire de l'Ordre de Saint-Charles (Colombie), de l'Ordre du Libérateur (Venezuela) et officier  dans l'Ordre du Mérite commercial et industriel.